# Guzmania paniculata
Guzmania paniculata är en gräsväxtart som beskrevs av Carl Christian Mez. Guzmania paniculata ingår i släktet Guzmania och familjen Bromeliaceae. Inga underarter finns listade i Catalogue of Life.